# Panorpa grahamana
Panorpa grahamana är en näbbsländeart som beskrevs av Cheng 1957. Panorpa grahamana ingår i släktet Panorpa och familjen skorpionsländor. Inga underarter finns listade i Catalogue of Life.